# Хоп, Йозеф
Франц Йозеф Хоп (нем. Franz Josef Hoop, немецкий: [ˈjoːzɛf hˈoːp] (слушать)о файле; 14 декабря 1895, Эшен, Лихтенштейн — 19 октября 1959, Кур, Швейцария) — лихтенштейнский государственный деятель, премьер-министр Лихтенштейна (1928—1945).

## Биография
Родился в семье фермера. Получил среднее образование в Фельдкирхе и Цюрихе, затем изучал восточные языки в Университете Инсбрука, в 1920 году получил степень доктора философии. В 1920—1928 годах — на ответственных должностях в таможенной службе, сперва в Австрии, а после 1923 года, когда Лихтенштейн заключил таможенный союз с Швейцарией, — в Женеве и Санкт-Галлене.
После победы Прогрессивной гражданской партии на лихтенштейнских выборах 1928 года в 1928—1945 годах — премьер-министр Лихтенштейна и по совместительству министр иностранных дел.
Уйдя в отставку с поста главы правительства, в возрасте 50 лет поступил на юридический факультет Университета Инсбрука, который окончил в 1948 году. До 1953 года — адвокат в собственной юридической фирме в Вадуце. С 1953 года — президент Конституционного суда Лихтенштейна и председатель Совета Национального банка Лихтенштейна. В 1956 году Хопу было пожаловано звание княжеского судьи. В 1957 году избран в Ландтаг Лихтенштейна, с 1958 года и до конца жизни занимал должность президента Ландтага.